# هوهوت
هوهوت المنغولية: الأبجدية المنغولية:ᠬᠥᠬᠡᠬᠣᠲᠠ Kökeqota; المنغولية السيريلية: Хөх хот Khökh khot; ‎/xɵxˈxɔtʰ/‏؛ (بالصينية: 呼和浩特)، هي مدينة تقع في شمال وسط الصين وهي عاصمة منطقة منغوليا الداخلية ذاتية الحكم، وتعمل بمثابة المركز الإداري والاقتصادي والثقافي في المنطقة.
اسم المدينة باللغة المنغولية يعني «المدينة الزرقاء» بالرغم من أنه يشار إليها خطأً باسم «المدينة الخضراء» ويرتبط اللون الأزرق في الثقافة المنغولية بالسماء والخلود والنقاء؛ أما في اللغة الصينية، يمكن ترجمة المدينة باسم Qīng Chéng (بالصينية: 青城)، والتي تعني حرفيًا، المدينة «الزرقاء/الخضراء.»

## المناخ
| البيانات المناخية لـHohhot (1981–2010 normals)                                               | البيانات المناخية لـHohhot (1981–2010 normals) | البيانات المناخية لـHohhot (1981–2010 normals) | البيانات المناخية لـHohhot (1981–2010 normals) | البيانات المناخية لـHohhot (1981–2010 normals) | البيانات المناخية لـHohhot (1981–2010 normals) | البيانات المناخية لـHohhot (1981–2010 normals) | البيانات المناخية لـHohhot (1981–2010 normals) | البيانات المناخية لـHohhot (1981–2010 normals) | البيانات المناخية لـHohhot (1981–2010 normals) | البيانات المناخية لـHohhot (1981–2010 normals) | البيانات المناخية لـHohhot (1981–2010 normals) | البيانات المناخية لـHohhot (1981–2010 normals) | البيانات المناخية لـHohhot (1981–2010 normals) |
| الشهر                                                                                        | يناير                                          | فبراير                                         | مارس                                           | أبريل                                          | مايو                                           | يونيو                                          | يوليو                                          | أغسطس                                          | سبتمبر                                         | أكتوبر                                         | نوفمبر                                         | ديسمبر                                         | المعدل السنوي                                  |
| -------------------------------------------------------------------------------------------- | ---------------------------------------------- | ---------------------------------------------- | ---------------------------------------------- | ---------------------------------------------- | ---------------------------------------------- | ---------------------------------------------- | ---------------------------------------------- | ---------------------------------------------- | ---------------------------------------------- | ---------------------------------------------- | ---------------------------------------------- | ---------------------------------------------- | ---------------------------------------------- |
| الدرجة القصوى °م (°ف)                                                                        | 8.0 (46.4)                                     | 17.0 (62.6)                                    | 19.4 (66.9)                                    | 33.4 (92.1)                                    | 35.0 (95.0)                                    | 35.7 (96.3)                                    | 38.5 (101.3)                                   | 36.8 (98.2)                                    | 32.4 (90.3)                                    | 26.5 (79.7)                                    | 20.4 (68.7)                                    | 11.6 (52.9)                                    | 38.9 (102.0)                                   |
| متوسط درجة الحرارة الكبرى °م (°ف)                                                            | −4.9 (23.2)                                    | 0.4 (32.7)                                     | 7.5 (45.5)                                     | 16.7 (62.1)                                    | 23.4 (74.1)                                    | 27.7 (81.9)                                    | 29.1 (84.4)                                    | 26.7 (80.1)                                    | 21.9 (71.4)                                    | 14.5 (58.1)                                    | 4.5 (40.1)                                     | −3.2 (26.2)                                    | 13.7 (56.7)                                    |
| المتوسط اليومي °م (°ف)                                                                       | −11.0 (12.2)                                   | −6.1 (21.0)                                    | 0.9 (33.6)                                     | 9.6 (49.3)                                     | 16.6 (61.9)                                    | 21.3 (70.3)                                    | 23.3 (73.9)                                    | 21.0 (69.8)                                    | 15.4 (59.7)                                    | 7.6 (45.7)                                     | −1.7 (28.9)                                    | −9.0 (15.8)                                    | 7.3 (45.2)                                     |
| متوسط درجة الحرارة الصغرى °م (°ف)                                                            | −15.8 (3.6)                                    | −11.4 (11.5)                                   | −4.9 (23.2)                                    | 2.5 (36.5)                                     | 9.2 (48.6)                                     | 14.5 (58.1)                                    | 17.3 (63.1)                                    | 15.4 (59.7)                                    | 9.3 (48.7)                                     | 1.8 (35.2)                                     | −6.4 (20.5)                                    | −13.4 (7.9)                                    | 1.5 (34.7)                                     |
| أدنى درجة حرارة °م (°ف)                                                                      | −30.5 (−22.9)                                  | −29.4 (−20.9)                                  | −19.4 (−2.9)                                   | −11.5 (11.3)                                   | −3.5 (25.7)                                    | 2.3 (36.1)                                     | 8.3 (46.9)                                     | 4.6 (40.3)                                     | −2.0 (28.4)                                    | −10.1 (13.8)                                   | −20.2 (−4.4)                                   | −26.4 (−15.5)                                  | −32.8 (−27.0)                                  |
| الهطول مم (إنش)                                                                              | 2.1 (0.08)                                     | 4.3 (0.17)                                     | 10.6 (0.42)                                    | 14.4 (0.57)                                    | 32.4 (1.28)                                    | 48.9 (1.93)                                    | 101.6 (4.00)                                   | 101.8 (4.01)                                   | 52.0 (2.05)                                    | 20.6 (0.81)                                    | 4.4 (0.17)                                     | 3.3 (0.13)                                     | 396.4 (15.62)                                  |
| متوسط أيام هطول الأمطار (≥ 0.1 mm)                                                           | 2.5                                            | 2.8                                            | 3.4                                            | 3.7                                            | 6.0                                            | 8.9                                            | 12.9                                           | 12.7                                           | 8.3                                            | 4.5                                            | 2.4                                            | 1.8                                            | 69.9                                           |
| متوسط الرطوبة النسبية (%)                                                                    | 58                                             | 50                                             | 43                                             | 36                                             | 38                                             | 46                                             | 57                                             | 62                                             | 59                                             | 56                                             | 55                                             | 58                                             | 52                                             |
| ساعات سطوع الشمس الشهرية                                                                     | 180.7                                          | 198.3                                          | 245.5                                          | 268.6                                          | 294.5                                          | 291.3                                          | 264.9                                          | 255.2                                          | 252.1                                          | 244.8                                          | 195.3                                          | 171.0                                          | 2٬862٫2                                        |
| نسبة وصول أشعة الشمس                                                                         | 61                                             | 66                                             | 67                                             | 68                                             | 66                                             | 65                                             | 58                                             | 60                                             | 68                                             | 71                                             | 66                                             | 60                                             | 65                                             |
| المصدر #1: China Meteorological Administration (precipitation days, sunshine data 1971–2000) |                                                |                                                |                                                |                                                |                                                |                                                |                                                |                                                |                                                |                                                |                                                |                                                |                                                |
| المصدر #2: Weather China Source 3: Time and Date (dewpoints, between 1985-2015)              |                                                |                                                |                                                |                                                |                                                |                                                |                                                |                                                |                                                |                                                |                                                |                                                |                                                |

## توأمة
لهوهوت اتفاقيات توأمة مع:
- أولان-أودي (2000 -)[11]

## حواش
1. ↑  国务院第七次全国人口普查领导小组办公室 (2022年7月). 中国人口普查分县资料—2020 (بالصينية). 北京市: 中国统计出版社. ISBN:978-7-5037-9772-9. QID:Q130368174. {{استشهاد بكتاب}}: تحقق من التاريخ في: |publication-date= (help)
2. ↑   http://м.улан-удэ.рф/industry/econom_biznes/vneshn/goroda/huh-hoto.php. {{استشهاد ويب}}: |url= بحاجة لعنوان (مساعدة)، الوسيط |title= غير موجود أو فارغ (من ويكي بيانات) (مساعدة)، وتحقق من قيمة |url= (مساعدة)
3. ↑  GeoNames (بالإنجليزية), 2005, QID:Q830106
4. ↑  "Hohhot". OxfordDictionaries.com. OUP.
5. ↑  Perkins (1999), p. 212.
6. ↑  Chinese "qing" has traditionally been a color between "blue" and "green" in English, leading some modern sources to translate Qing Cheng into English as "Green City" instead of "Blue City," including, for example, the official website of Hohhot. [وصلة مكسورة] نسخة محفوظة 15 مايو 2009 على موقع واي باك مشين.
7. ↑  
[zh:中国地面国际交换站气候标准值月值数据集（1971－2000年）] (بالصينية). إدارة الأرصاد الجوية الصينية https://web.archive.org/web/20130921055035/http://old-cdc.cma.gov.cn/shuju/search1.jsp?dsid=SURF_CLI_CHN_MUL_MMON_19712000_CES&tpcat=SURF&type=table&pageid=3. Archived from the original on 2013-09-21. Retrieved 2009-03-17. {{استشهاد ويب}}: |trans-title= بحاجة لـ |title= أو |script-title= (help) and |مسار أرشيف= بحاجة لعنوان (help)صيانة الاستشهاد: لغة غير مدعومة (link)
8. ↑  [zh:中国气象数据网 – WeatherBk Data]. إدارة الأرصاد الجوية الصينية https://web.archive.org/web/20211210012118/http://data.cma.cn/data/weatherBk.html. مؤرشف من الأصل في 2021-12-10. اطلع عليه بتاريخ 2018-11-09. {{استشهاد ويب}}: |trans-title= بحاجة لـ |title= أو |script-title= (مساعدة) و|مسار أرشيف= بحاجة لعنوان (مساعدة)
9. ↑  [zh:呼和浩特城市介绍以及气候背景分析]. Weather China (بالصينية) https://web.archive.org/web/20210825152012/http://www.weather.com.cn/cityintro/101080101.shtml. Archived from the original on 2021-08-25. Retrieved 2015-07-27. {{استشهاد ويب}}: |trans-title= بحاجة لـ |title= أو |script-title= (help) and |مسار أرشيف= بحاجة لعنوان (help)صيانة الاستشهاد: لغة غير مدعومة (link)
10. ↑  "Climate & Weather Averages at Hohhot weather station (53463)". Time and Date. مؤرشف من الأصل في 2022-02-06. اطلع عليه بتاريخ 2022-02-06.
11. ↑  Хух-Хотоنسخة محفوظة 27 يونيو 2019 على موقع واي باك مشين.

## أعلام
- شو لو
- وي وي
- هان لي

## وصلات خارجية
- Hohhot government website
- (بالإنجليزية)الموقع الرسمي